# 天主教新乡宗座监牧区
天主教新乡宗座监牧区（拉丁語：Apostolica Praefectura Sinsiangensis，中國官方稱為：新鄉教區）是天主教在中国河南省北部设立的一个宗座監牧區，直屬聖座。

## 概況
1936年7月7日，聖座成為新鄉宗座監牧區，直屬聖座。1950年，新鄉宗座監牧區信徒人數為16,040人、13個堂區、64座聖堂、25位司鐸（3位教區司鐸、22位修會司鐸）、3名修士和16位修女。現任宗座監牧為张维柱主教。

## 歷史
1936年7月7日，聖座从卫辉府宗座代牧区劃出河南省北部的12個县，设立新乡宗座监牧区，由聖言會會士負責管理，並任命米干神父出任首任宗座監牧。 
1949年10月1日，中國共產黨在中國大陸地區建立中華人民共和國，並開始針對天主教進行宗教迫害及打壓，教會已經無法正常運作。1950年代初，德國籍舒德宗座監牧被捕，且與其他的外籍傳教士被中國政府驅逐出境，而需要由中國本地神父繼續管理宗座監牧區內的教務。
1966年至1979年的文化大革命期間，總教區所有宗教活動停止，政府沒收教會財產，神職人員被強迫勞動改造。1980年代初改革開放後，宗座監牧區逐步恢復宗教活動。1992年，張維柱神父獲時任教宗若望保祿二世任命為新鄉宗座監牧，張主教是新鄉宗座監牧區教座出缺的19年後，再有宗座監牧就任。他由地下教會團體秘密晉牧，但中國政府一直拒絕承認其主教身份。
2021年5月21日，大批警員闖入了位於沙河橋一間工廠。它是地下教會團體用作培養神職人員的修院，並帶走新鄉宗座監牧張維柱主教、10名神父和10名修生，指他們拒絕遵循《新宗教活動條例》及拒絕加入由中國政府控制的中國天主教愛國會。隨後，政府將被捕修士移交給家人，並被禁止他們繼續學習神學。被捕的10名神父被送到一家賓館隔離，及自同月23日起被強迫參加政治意想再教育課程。而張維柱主教被關押後，至2023年仍然音信全無。

## 教堂
- 王村露德聖母堂

王村露德聖母堂位置新鄉市原陽縣祝樓鄉王村，於1911年動工，1913年落成。1950年代，外籍傳教士被驅逐出境後，王村祇留下兩位中國籍修女繼續服務。1966年文革開始後被迫返家，聖堂被縣農牧場佔用。直至1991年除了已遭拆除的，剩下的房產歸還教會，宗教活動恢復正常。

## 歷任主教

### 新鄉宗座监牧
- 米干神父, S.V.D.（1936年7月7日-1948年）：美國籍[8]
- 舒德神父, S.V.D.（1948年-1971年11月18日）：德國籍，1958年出任聖言會總會長[9]
- 教座從缺（1971年-1992年）
- 张维柱主教（1992年-現任）：地下教會團體秘密晉牧，未獲政府承認。[10][11][12][13]